# Blagg (månkrater)
Blagg är en nedslagskrater på månen. Blagg har fått sitt namn efter den brittiska astronomen Mary Adela Blagg.